# Caligidae
Caligidae vormen een familie binnen de orde Siphonostomatoida.

## Kenmerken
Deze parasitaire roeipootkreeftjes hebben een vergrote kop met aangepaste aanhangsels om de gastheer vast te grijpen. Ze hebben een gereduceerd achterlijf. Sommigen hebben een rode verkleuring door de aanwezigheid van hemoglobine in hun lichaam.

## Verspreiding en leefgebied
De soorten van deze familie komen in zowel zoet als zout water voor als parasiet op vissen.

## Geslachten
De volgende geslachten zijn bij de familie ingedeeld:
- Abasia Wilson C.B., 1908
- Alanlewisia Boxshall, 2008
- Alebion Krøyer, 1863
- Anchicaligus Stebbing, 1900
- Anuretes Heller, 1865
- Arrama Dojiri & Cressey, 1991
- Avitocaligus Boxshall & Justine, 2005
- Belizia Cressey, 1990
- Caligodes Heller, 1865
- Caligus O.F. Müller, 1785
- Caritus Cressey, 1967
- Dartevellia Brian, 1939
- Echetus Krøyer, 1863
- Euryphorus Milne Edwards H., 1840
- Gloiopotes Steenstrup & Lütken, 1861
- Hermilius Heller, 1865
- Kabataella Prabha & Pillai, 1983
- Lepeophtheirus von Nordmann, 1832
- Mappates Rangnekar, 1958
- Markevichus Özdikmen, 2008
- Metacaligus (Thomsen, 1949)
- Paralebion Wilson C.B., 1911
- Parapetalus Steenstrup & Lütken, 1861
- Parechetus Pillai, 1962
- Pseudanuretes Yamaguti, 1936
- Pseudechetus Prabha & Pillai, 1979
- Pupulina Van Beneden, 1892
- Sinocaligus Shen, 1957
- Synestius Steenstrup & Lütken, 1861
- Tuxophorus Wilson C.B., 1908